# Cleopatra 2525
Cleopatra 2525 è una serie televisiva di fantascienza ideata dalla Renaissance Pictures e girata totalmente in Nuova Zelanda. La serie è andata in onda nel gennaio del 2000 negli Stati Uniti ed è apparsa in Italia nel 2003 su Italia 1.

## Trama
La serie è interpretata da Jennifer Sky nei panni di Cleopatra: un'aspirante attrice che lavora come danzatrice del ventre per necessità.
In seguito al ricovero in una clinica chirurgica per un'operazione al seno, Cleo entra in coma e viene ritrovata cinque secoli dopo da Hel (Gina Torres) e Sarge (Victoria Pratt) in stato di criogenesi in un laboratorio sotterraneo. Cleo si trova così proiettata in un futuro post apocalittico: la Terra è dominata dai Baileys, bellicose creature volanti, che spadroneggiano sulla superficie terrestre costringendo gli esseri umani a rifugiarsi sottoterra. Le tre ragazze, insieme a Mauser, compongono una squadra guidata dalla misteriosa Voce (per l'appunto è solo una voce che impartisce ordini alle tre, senza che si sappia se appartiene ad un essere umano, un mutante o un computer), le cui attività variano dal combattere i Baileys al mantenere l'ordine nel sottosuolo.
Oltre ai Baileys, nel telefilm ricorrono più volte nemici di natura umana (i più ricorrenti Creegan e Raina, quest'ultima un'ex componente della squadra), che entrano in contrasto con la squadra, spesso a causa del loro stesso passato.
La serie è stata poi interrotta per cause ignote, lasciando quindi molti interrogativi aperti.
Nell'ultima puntata, infatti, si scopre che la Voce appartiene ad un essere umano di alto rilievo nella politica del mondo sotterraneo e che i Baileys non sono invasori extraterrestri come si credeva, ma macchine di origine terrestre create e costruite 500 anni prima da Creegan (il cui vero nome è John Baileys) per smaltire i rifiuti delle metropoli. Queste macchine avanzatissime dopo anni di lavoro hanno compreso che era la razza umana ad essere la fonte dell'inquinamento principale del pianeta e quindi per risolvere definitivamente il problema essa andava eliminata totalmente. Proprio in quest'ultima puntata la guerra sembra arrivare alle battute finali, dove l'esercito Baileys si scaglia contro il mondo sotterraneo e quest'ultimo risponde mobilitando un intero esercito costituito da centinaia di squadre di agenti come quello delle tre protagoniste e due potentissimi cannoni laser.
Mentre l'esercito dei Baileys incombe sull'unico ingresso sotterraneo alle città la serie si conclude qui con un finale sospeso.

## Episodi
| Stagione         | Episodi | Prima TV originale | Prima TV Italia |
| ---------------- | ------- | ------------------ | --------------- |
| Prima stagione   | 14      | 2000               | 2003            |
| Seconda stagione | 14      | 2000-2001          | 2003            |